# ناسور بنكرياسي
ناسور البنكرياس (بالإنجليزية: Pancreatic fistula)‏ هو اتصال غير طبيعي بين البنكرياس والأعضاء الأخرى بسبب تسرب إفرازات البنكرياس من قنوات البنكرياس التالفة، الناسور البنكرياس الخارجي هو الذي يتصل مع الجلد، ويعرف أيضًا باسم الناسور البنكرياسي الجلدي(بالإنجليزية: pancreaticocutaneous fistula)‏، في حين يتصل الناسور البنكرياس الداخلي مع الأعضاء أو المساحات الداخلية الأخرى، ناسور البنكرياس يسبب بواسطة أمراض البنكرياس، الإصابة أو عملية جراحية.

## العلامات والأعراض
يعد فقدان الوزن الملحوظ مؤخرًا مؤشرًا هو أحد العلامات السريرية الرئيسية، كما أن عدم استجابة الإستسقاء البطني للمدرات البولية هو دليل تشخيصي إضافي.

## طريقة تطور المرض
ناسور البنكرياس الداخلي هو الأكثر شيوعًا يسبب بواسطة اضطراب القناة البنكرياسية بسبب التهاب البنكرياس المزمن، التهاب البنكرياس المزمن عادة ما يكون كحولي المنشأ عند البالغين، ونتيجة إصابة عند الأطفال، قد يكون سببها أيضًا تسرب من كيس بنكرياسي كاذب (بالإنجليزية: pancreatic pseudocyst)‏.
الاضطراب الأمامي للكيس الكاذب أو القناة البنكرياسية يؤدي إلى تسرب إفرازات البنكرياس في التجويف الصفاق، مما يؤدي إلى استسقاء البنكرياس، إذا تعطلت القناة الخلفية، تتسرب الإفرازات عبر الإتجاه المعاكس للصفاق إلى المنصف عبر الفرج الأبهري أو الفرج المريئي، بمجرد دخول المنصف، يمكن أن تتجمع الإفرازات إما في كيس كاذب في المنصف، وتؤدي إلى التهاب المنصف الأنزيمي أوبشكل أكثر شيوعًا، تتسرب من خلال غشاء الجنب لدخول الصدر وتشكيل انصباب جنبي بنكرياسي مزمن.

## التشخيص
يجب إرسال السائل المحيطي(التجويف الجنبي) أو الاستسقاء للتحليل، مستوى الأميليز المرتفع، عادة أكبر 1000وحدة دولية/لتر، مع مستويات البروتين أكثر من 3غرام/ ديسيلتر عادةً هو التشخيص، غالبًا ما يكون مصل الأميليز مرتفعًا أيضًا، بسبب انتشار الإنزيم عبر السطح الصفاق أو الجنبي، التصوير المقطعي المحوسب(بالإنجليزية: computed tomography)‏ المحسّن بالتباين والتصوير البنكرياسي والأقنية الصفراوية بالتنظير الباطني بالطريق الراجع(بالإنجليزية: endoscopic retrograde cholangiopancreatography)‏واختصارها (إي آر سي بي) قد يساعد أيضًا في التشخيص، حيث يكون الثاني عنصرًا أساسيًا في العلاج.

## الأنواع

### خارجي
الناسور البنكرياس الخارجي هو اتصال غير طبيعي بين البنكرياس (القناة البنكرياسية في الواقع) وخارج الجسم عن طريق جدار البطن.
يمكن أن يؤدي فقدان سائل البنكرياس الغني بيكربونات عن طريق ناسور البنكرياس إلى زيادة الحماض الأيضي الحاد في الفجوة الأنيونية أو فرط حمض الكلوري، لن يسبب فقدان كمية صغيرة من السوائل مشكلة لكن الحماض شائع إذا كان حجم السائل البنكرياسي المفقود من الجسم كبيرًا.

### داخلي
أول من وصفه سميث (1953)، وشرحه كاميرون وآخرون(1976)، يمكن أن تؤدي نواسير البنكرياس الداخلية إلى استسقاء البنكرياس، أو الأكياس الكاذبة المنصفية، أو التهاب المنصف الأنزيمي، أو الإنصباب الجنبي البنكرياسي، اعتمادًا على تدفق إفرازات البنكرياس من قناة البنكرياس المتعطلة أو التسرب من كيس بنكرياسي كاذب.

## العلاج
يتم وقف إنتاج أنزيمات البنكرياس عن طريق الحد من تناول المريض للطعام عن طريق الفم ودمج مع استخدام نظائر السوماتوستاتين طويلة المفعول، يتم الحفاظ على تغذية المريض عن طريق التغذية الوريدية الكاملة، يستمر هذا العلاج لمدة 2-3 أسابيع، ويُلاحظ على المريض التحسن، إذا لم يُلاحظ أي تحسن، فقد يتلقى المريض علاجًا بالمنظار أو جراحيًا، في حالة اتباع العلاج الجراحي، يلزم وجود التصوير البنكرياسي والأقنية الصفراوية بالتنظير الباطني بالطريق الراجع لتحديد موقع التسرب.
يتم استئصال الناسور حيث يتم أيضًا إزالة الجزء المصاب من البنكرياس.

### قائمة المراجع
- Brooks JR (1983). "Pancreatic ascites". في Brooks JR (المحرر). Surgery of the Pancreas (ط. 1st). Philadelphia: WB Saunders. ص. 230–232. (ردمك 0-7216-2082-5)
- Dugernier T، Laterre PF، Reynaert MS (2000). "Ascites fluid in severe acute pancreatitis: from pathophysiology to therapy". Acta Gastroenterol Belg. ج. 63 ع. 3: 264–8. PMID:11189983.
- Iacono C، Procacci C، Frigo F، Andreis IA، Cesaro G، Caia S، Bassi C، Pederzoli P، Serio G، Dagradi A (1989). "Thoracic complications of pancreatitis". Pancreas. ج. 4 ع. 2: 228–36. DOI:10.1097/00006676-198904000-00012. PMID:2755944.
- Kaman L، Behera A، Singh R، Katariya RN (2001). "Internal pancreatic fistulas with pancreatic ascites and pancreatic pleural effusions: recognition and management". ANZ J Surg. ج. 71 ع. 4: 221–5. DOI:10.1046/j.1440-1622.2001.02077.x. PMID:11355730.
- Takeo C، Myojo S (2000). "Marked effect of octreotide acetate in a case of pancreatic pleural effusion". Curr Med Res Opin. ج. 16 ع. 3: 171–7. DOI:10.1185/030079900750120269. PMID:11191006.